# Spathius metris
Spathius metris är en stekelart som beskrevs av Nixon 1943. Spathius metris ingår i släktet Spathius och familjen bracksteklar. Inga underarter finns listade i Catalogue of Life.